# Tachina corsicana
Tachina corsicana är en tvåvingeart som först beskrevs av Villeneuve 1931.  Tachina corsicana ingår i släktet Tachina och familjen parasitflugor. Inga underarter finns listade i Catalogue of Life.